# Сарваров Артур Маратович
Артур Маратович Сарваров (рос. Артур Маратович Сарваров; 25 серпня 1985, м. Нижньокамськ, СРСР) — російський хокеїст, центральний нападник. Виступає за «Металург» (Новокузнецьк) у Вищій хокейній лізі.
Вихованець хокейної школи «Нафтохімік» (Нижньокамськ). Виступав за: «Нафтовик» (Леніногорськ), «Нафтохімік» (Нижньокамськ), «Металург» (Сєров), «Дизель» (Пенза), «Аріада-Акпарс» (Волжськ), «Автомобіліст» (Єкатеринбург), «Аріада-Акпарс» (Волжськ) «Нафтовик» (Альметьєвськ), ТХК Твер, 
«Сариарка».